# The Shangri-Las
Die Shangri-Las waren ein amerikanisches Gesangsquartett. Die Mädchengruppe verzeichnete zwar lediglich 1964 und 1965 drei Top-10-Hits in den USA und Großbritannien, aber ihr Song Leader of the Pack schaffte es 1972 und 1976 erneut in die Hitparade. Er gilt Kritikern als „eine der größten Mini-Opern der Popmusik“, als „unvergesslicher Klassiker“ und „absolutes Meisterstück einer Teenagerhymne“. Der Titel fand auch Aufnahme in die Liste der 365 wichtigsten US-amerikanischen Lieder des 20. Jahrhunderts (dort auf Rang 180).
Die kurze Karriere der Gruppe markiert den Übergang von der „weißen“ Rock- und Popmusik der frühen 1960er hin zu einer stärkeren Auffächerung der Unterhaltungsmusik in der zweiten Hälfte jenes Jahrzehnts; den Shangri-Las kommt dabei das Verdienst zu, zu dieser Entwicklung einen eigenständigen Beitrag geleistet zu haben, indem sie als eine der ersten Girlgroups in ihren Liedern Elemente der weißen und der schwarzen Popmusik kombinierten, die seinerzeit in den USA auf zwei weitgehend voneinander isolierten Märkten nebeneinander bestanden.

## Entstehung der Gruppe
Die Gruppe bestand aus den beiden Schwestern Betty (* 1946; eigentlich Elizabeth) und Mary Weiss (1948–2024), die die Hauptstimme sang, sowie den eineiigen Zwillingen Margie (1947–1996; eigentlich Marguerite, teilweise auch Marge genannt) und Mary Ann Ganser (1947–1970). Die Zwillingsschwestern hatten schon früh Klavierunterricht genommen, und Mary Ann lernte dazu noch Gitarre. Die vier Mädchen wuchsen zwar im gleichen Viertel des New Yorker Stadtteils Queens auf, freundeten sich aber erst an der Andrew Jackson High School miteinander an. Dort begannen sie 1963 regelmäßig gemeinsam zu singen, feilten in ihrer Freizeit an ihren Harmonien und traten bald auch auf Schulpartys und Record Hops, Tanzveranstaltungen mit einer Mischung aus Live- und Schallplattenmusik, auf. Spätestens Ende 1963 nannten sie sich nach einem Restaurant namens Shangri-La in Long Island The Shangri-Las.

## „Remember“: Erste Aufnahmen, erster Erfolg
Im April 1964 produzierte George „Shadow“ Morton, der den Song auch geschrieben hatte, mit ihnen im Studio von Kama Sutra eine Demoversion von Remember (Walking in the Sand), bei der ein 14-jähriger Pianist namens Billy Joel sie begleitete. Anschließend spielte Morton die Platte Jerry Leiber, Mike Stoller und George Goldner, den Verantwortlichen des Red-Bird-Labels, vor. Die Folge war ein Fünf-Jahres-Vertrag für die Shangri-Las, den die Mütter für ihre minderjährigen Töchter – Margie und Mary Ann waren erst 16, Betty 17 und Mary 15 Jahre alt – unterschreiben mussten. Kama Sutra Productions machten daraufhin zunächst ihre Ansprüche geltend, gaben sich dann aber mit einer Erwähnung auf dem Plattenlabel zufrieden.
Das Lied wurde anschließend noch einmal aufgenommen, wobei die erfahreneren Produzenten Jeff Barry und Artie Ripp Morton assistierten. Trotz ihrer musikpraktischen Ausbildung wurden die Mädchen im Studio und später auf der Bühne, wie es in den 1960ern üblich war, stets von einer Instrumentalgruppe begleitet. Morton unterlegte dem Gesang, in dem sich ein weiblicher Teenager an eine sommerliche Strandromanze erinnert, Möwenschreie und Brandungsplätschern, was zusammen mit dem melancholischen Text und der getragenen Melodie eine sehr authentische Stimmung erzeugte; dieses in der damaligen Popmusik noch selten verwendete Stilmittel sollte Morton in der Folgezeit wiederholt einsetzen. Mit Remember brachten es die Shangri-Las im September 1964 bis auf Platz 5 der Billboard-Charts und im Oktober auch in Großbritannien auf Platz 14. Ebenfalls 1964 entstand eine deutschsprachige Version des Songs („Vergessen“) von der niederländischen Sängerin Shirley.
Mit ihrem Plattendebüt schlagartig ins Rampenlicht gerückt, hatten die vier Mädchen erste Fernsehauftritte, so bei Murray the K, tourten durch die USA und bald darauf auch durch Großbritannien, wo sie Konzerte mit Jan & Dean, Beach Boys, Supremes, Nashville Teens, Byrds und anderen Größen der frühen Beat-Ära gaben. Oft standen die Shangri-Las allerdings nur zu dritt auf der Bühne, weil die Freundinnen sich wiederholt kurzfristig zerstritten oder – wie Mary Weiss 1964, bei ihrem ersten Auftritt in England – aus Altersgründen keine Arbeitserlaubnis erhielten. Dabei soll jedes der vier Mädchen gelegentlich gefehlt haben; häufig war es allerdings Betty Weiss, die zunehmend andere Interessen als die Jüngeren entwickelte und zwar noch an den Aufnahmesessions teilnahm, sich aber wiederholt weigerte, zu auswärtigen Konzerten mitzureisen. Im gesprochenen Intro von Leader of the Pack wird die Leadsängerin von den anderen dennoch als „Betty“ angeredet. Auch auf mehreren Plattencovern sind nur drei Shangri-Las abgebildet, was allerdings seine Ursache auch darin gehabt haben könnte, dass für manche Plattenfirmen nur die Gruppe, nicht aber deren einzelne Mitglieder von Bedeutung waren.

## „Leader of the Pack“

Shangri-Las - Leader of the Pack

siehe auch den Hauptartikel Leader of the Pack
Mit der nachfolgenden Aufnahme Leader Of The Pack (auf Deutsch: Anführer der Bande) gelang es der Gruppe, sich endgültig eine eigene, charakteristische Nische in der Popmusik zu schaffen. Geschrieben von Jeff Barry/Ellie Greenwich/George Morton, war dies ein auf 2:53 Minuten und somit „Single-Kürze komprimiertes, archetypisches Rocker-Melodrama aus weiblicher Sicht“: „ein Mädchen trifft einen Jungen, verliebt sich in ihn, der Junge stirbt bei einem Motorradunfall“. Ende November 1964 hatte es diese Single auf Platz 1 in den USA geschafft.
Der Song beginnt mit einer gesprochenen, nur minimal instrumental untermalten Unterhaltung zwischen Freundinnen über die „neue Flamme“ einer der Beteiligten – besagten Anführer einer Motorrad-Gang –, ehe die Lead-Stimme in einen orchestral begleiteten Gesang fällt. Auch hier werden Originalklänge, anfangs das mehrfache Auf- und Zudrehen eines Gasgriffs und am Ende der letzten Strophe quietschende Bremsen, die in den dröhnenden Lärm eines Fahrzeugzusammenstoßes übergehen, unterlegt.
Über die Entstehung des Songs berichtete die Autorin Ellie Greenwich:

„Das Stück war völlig ernst gemeint. Es gab immer diesen bösen Buben, mit dem jedes Mädchen ausgehen wollte, aber nein – Mum und Dad hätten das niemals erlaubt. Und dann war da noch das Motorrad. Wenn man in den 60ern anfing, Geld zu verdienen, kaufte man sich ein Motorrad. Also nahmen wir diesen Trend auf, bastelten dazu eine Liebesgeschichte und dann noch ein etwas makabres Element. Und so entstand eine kleine Seifenoper.“

George Morton hatte anfänglich einige Bedenken in der Chefetage der Plattenfirma zu überwinden, bevor die Platte auf den Markt kam. Dabei waren Songs mit Todesmotiven in der US-Hitparade nichts Außergewöhnliches mehr: Mark Dinnings Teen Angel und Ray Petersons Tell Laura I Love Her waren schon 1960 entstanden, 1964 kletterte Dead Man’s Curve von Jan and Dean bis auf Platz acht der Billboard 100, und auch weibliche Interpreten, beispielsweise Twinkle mit Terry, beschäftigten sich mit dem Thema. In Großbritannien wurden solche Titel anfangs von der BBC boykottiert; eine Zeitung betitelte seinerzeit einen Artikel zu diesem Phänomen mit den Worten „Blood Runs in the Grooves“ („Blut fließt in den Rillen“). Und Bob Luman war mit dem explizit gegen solche Gewaltthemen gerichteten Song Let’s Think About Living im Herbst 1960 sogar in die britischen Top Ten vorgestoßen. Aber im Januar 1965 stand Leader of the Pack auch in den britischen Charts und kletterte dort bis auf Platz 11.

## Die 1965er-Veröffentlichungen
In der Folge produzierten Morton, Barry und Greenwich mit der Gruppe eine Reihe weiterer „Pop-Epen“, die in den USA erneut in die Billboard-Charts gelangten, an den Erfolg von Leader of the Pack aber nicht mehr heranreichten. In Großbritannien schafften ihre späteren Platten nicht einmal dies.
Mit I Can Never Go Home Anymore gelang ihnen ein „Girl-Group-Pendant“ zu She’s Leaving Home, hier allerdings aus der Sicht des verstoßenen Kindes beschrieben und im Übrigen deutlich früher erschienen als der Beatles-Titel. Erneut beginnen die Shangri-Las mit einem Sprechgesang und einer fast kühl-distanzierten Schilderung der im Streit erfolgten Trennung vom Elternhaus, die sich zu einem dramatischen Crescendo steigert, als der Protagonistin die unumkehrbaren Konsequenzen der Situation bewusst werden. Diese Single brachte es 1965 noch auf Platz 6, Give Him a Great Big Kiss auf den 18. Rang der US-Hitparade. Der Nachfolger Long Live Our Love, ausnahmsweise eine Fremdkomposition von Jerome Jackson und Sidney Barnes, war ein textlich und musikalisch vergleichsweise untypischer Song, der sich nur noch auf Rang 33 platzierte. Darin drückten die Shangri-Las vor dem Hintergrund des ab März 1965 offenen Engagements der USA in Vietnam ihre Zustimmung zum Auszug der Jungen in den Krieg aus. Die Gesangsmelodie wird dabei von den Klängen einer Marching Band mit Flöten und Trommeln untermalt, die den Refrain aus When Johnny Comes Marching Home spielt.
Ebenfalls noch 1965 erschien Past Present and Future aus der Feder von Leiber/Butler und Morton. Kritiker lobten den Titel wegen der Unterlegung der getragenen Strophen mit der Beethovenschen Mondscheinsonate und dem Stimmungskontrast zum Refrain, in dem die nachdenkliche Stimmung – ein Mädchen reflektiert sein bisheriges Leben – durch eine unvermittelte, assoziative Phrase („Shall we dance?“) auch textlich aufgebrochen wird; aber an den Ladenkassen floppte die Single nahezu und schaffte es nur auf Chartposition 59. Noch erfolgloser waren die Shangri-Las mit Out In the Streets. Gegenstand ist die für die Sängerin deprimierende Vorstellung, dass der Ernst des Lebens die Jugendzeit verdrängt: Jungen werden zu Männern und Mädchen zu Frauen; ihr Boyfriend „ist nicht mehr mit seiner Gang unterwegs, erlebt nicht mehr die wilden Sachen, die er früher erlebte, und tritt nicht mehr als böser Junge auf. Das macht mich so traurig.“ Für die Journalistin Charlotte Greig spiegelt dieser Titel die Realität der Shangri-Las wider: das von den inzwischen jungen Frauen verkörperte Konzept einer Mädchengruppe hatte sich schlicht überlebt, weil ihr kaum noch ein Zuhörer die musikalische Darstellung der Leiden eines Teenagers abnahm. Dazu trugen auch verschiedene Entwicklungen in der Popmusik bei; mit dem Abstieg der Shangri-Las ging der Aufstieg ernsthafterer Themen und Interpreten in den USA einher, wofür bspw. in der Folk Music Joan Baez, Phil Ochs, Bob Dylan und Peter, Paul and Mary stehen. Die britische „Musikinvasion“ lenkte das Interesse amerikanischer Plattenkäufer zeitweise stark auf Interpreten von der anderen Seite des Atlantik um. Und die trauernde Rockerbraut passte auch nicht mehr unbedingt in die aufkommende Zeit des Psychedelic Rock und des Summer of Love.

## Auflösung der Girlgroup
Nach einigen weiteren Veröffentlichungen (He Cried und Maybe waren noch in den Billboard Charts notiert; siehe hier) lösten die Shangri-Las um den Jahreswechsel 1966/67 ihren Vertrag mit dem in wirtschaftliche Schwierigkeiten geratenen Red Bird-Label auf und unterschrieben bei Mercury Records. Dort produzierten sie auch noch eine Langspielplatte, die sich aber gleichfalls eher schlecht verkaufte. Zu diesem Zeitpunkt verließ Margie das Quartett; Mary, Betty und Mary Ann machten noch bis 1968 – jetzt als „echtes“ Trio – weiter. Möglicherweise haben die Shangri-Las unter wechselnden Namen noch einige Singles herausgebracht, denen allerdings auch kein kommerzieller Erfolg mehr beschieden war: So werden ihnen What’s Wrong With Ringo? von den Bon Bons, Wishing Well (von den – echten? – Shangri-Las, aber auf einem „obskuren Label“ erschienen) und der von „Shadow“ Morton mit einer Gruppe namens The Beatlettes produzierte Song Only Seventeen zugeschrieben. Mary, Betty and Margie traten im Mai 1989 bei einem einzigen Konzert in Palisades Park, New Jersey, noch einmal gemeinsam auf. An der später unter ihrem Bandnamen firmierenden Revival-Gesangsgruppe war keine der ursprünglichen Shangri-Las mehr beteiligt.
Mary Ann Ganser starb am 14. März 1970 an Gehirnhautentzündung, ihre Schwester Margie am 28. Juli 1996 an Brustkrebs oder Medikamentenmissbrauch. Mary starb 2024, Betty lebt heute zurückgezogen. Im März 2007 veröffentlichte Mary Weiss ein Soloalbum, betitelt Dangerous Game.
Ihr Hit Leader of the Pack überdauerte die Gruppe allerdings nachhaltig: 1972 in England wiederveröffentlicht, kletterte der Titel in der Hitparade bis auf Platz 3, blieb insgesamt 14 Wochen notiert und war damit sogar erfolgreicher als zu der Zeit, in der die Shangri-Las noch existierten. Vier Jahre später erlebte er ein weiteres Comeback in Großbritannien, brachte es erneut in die Top Ten (höchste Position: Platz 7) und hielt sich diesmal sogar 21 Wochen in den Charts.
Für den Melody-Maker-Journalisten Richard Williams ist Leader of the Pack „einer der geheimnisvollsten und bewegendsten Tracks der gesamten Popularmusik“, und Who-Gitarrist Pete Townshend zählt ihn zu seinen zehn Lieblingssongs aller Zeiten. Bette Midler nahm den Titel 1973 für ihre erste LP The Divine Miss M. auf, ebenso die Hard-Rock-Band Twisted Sister 1982 für ihre erste EP Ruff Cuts; 1984/85 gab dieses Lied einem Broadway-Musical über das Leben von Jeff Barry und Ellie Greenwich seinen Namen. Udo Lindenberg veröffentlichte 1978 auf seiner LP Rock Revue eine deutschsprachige Coverversion unter dem Titel Der Boss von der Gang. Die US-Redaktion der Zeitschrift Rolling Stone nahm diese Erkennungshymne der Shangri-Las 2004 ebenso in ihre Liste der 500 wichtigsten Songs aller Zeiten auf wie die der deutschen Ausgabe. In dem Werk The Heart of Rock & Soul – The 1001 Greatest Singles Ever Made belegt der Titel Platz 702, wird darin von einer anderen Shangri-Las-Platte (Give Him a Great Big Kiss auf Platz 200) aber sogar übertroffen.
Bereits Ende 1964 hatten The Detergents (dt. Die Waschmittel) unter dem Titel Leader of the Laundromat (dt.: Anführer des Waschsalons) auch eine Parodie auf diesen Hit veröffentlicht, die es 1965 gleichfalls in die US-Hitparade schaffte.

## Musikalische Merkmale und Bedeutung der Shangri-Las
Die Themen der Shangri-Las waren absolut zeit- und alterstypisch: sie kreisten ausschließlich um Teenager-Probleme und Generationskonflikte. Aber diese setzten sie „ohne jegliche Naivität“ um, besaßen zudem ein „durchschlagendes Interpretenpotential“ sowie ein Team aus Autoren und Arrangeuren, die ein Gespür für erfolgversprechende Songs und Arrangements auszeichnete. Der schallplattentechnisch bedingte Zwang, eine vollständige Geschichte in maximal drei Minuten erzählen zu müssen, bewirkte eine Reduzierung der Texte auf wenige aussagekräftige Metaphern, die sich in den Köpfen der jungen Zuhörer gleichwohl zu einem kompletten Bild zusammenfügten. Der „typische Junge, der das Interesse der Mädchen findet, war äußerlich alles andere als romantisch, eher der Typ «jugendlicher Mehrfachstraftäter»“. In dem von Morton getexteten Song Give Him a Great Big Kiss wird er in lediglich 29 Wörtern so präzise charakterisiert, dass man den Eindruck hat, alles über ihn zu wissen:
„Weite Pullover, passend zu seiner Augenfarbe – schmutzige Fingernägel, oh Mann, was für ein Fang! Ganz enge Khakihose, hohe, spitze Stiefel. Er sieht ständig aus, als wäre er schlecht drauf.“
Wie in diesem Song, bei dem der Chor jede Aussage der Vorsängerin mit einem „Mo’“ („Erzähl' mehr!“) beantwortet, war der „Einbau des knappen Dialogs eines zeittypischen Radiodramas in die Grundstruktur des Girl-Talk-Pop“ das prägende Kennzeichen ihres Stils. Dazu griff die Gruppe auf das call-and-response-Schema, also den Wechselgesang zwischen Hauptstimme und Chor, zurück, dessen Wurzeln im Gospel und der darauf aufbauenden Musik afroamerikanischer Mädchen- und Frauengruppen der 1950er und 1960er Jahre lagen – etwa der Ronettes, Crystals, Orlons, Patti Labelle & the Bluebelles, Shirelles, Martha Reeves & the Vandellas und anderer. Für Charlotte Greig existierte noch ein weiteres Element des schwarzen Teen-Pop in der Musik der Shangri-Las: ihre Aufnahmen besaßen „eine gewisse verrückte Ernsthaftigkeit, die an die übertriebene Gefühlsbetontheit des Doo Wop der Fünfziger erinnert“. Nicht von ungefähr gehörten Little Anthony & the Imperials zu ihren Lieblingssängern.
Dem fügte die Gruppe eigene Elemente hinzu; am Ende von Give Him a Great Big Kiss ist dies beispielsweise die für Erwachsene möglicherweise augenzwinkernde, für Gleichaltrige aber ganz ernsthafte Abrundung des Bildes vom „Traumtypen“: „Ist er ein guter Tänzer?“, fragen die Freundinnen, worauf die Protagonistin ein misstrauisches „Was meint ihr mit guter Tänzer?“ zurückgibt. Auf die lakonische Erklärung „Na, wie er tanzt!“ antwortet die Frontfrau mit plötzlich sanft-verträumter Stimme: „Eng! Ganz, ganz eng!“

„Sie strahlten Stärke und Unabhängigkeit aus, die eine völlig neue Generation von trendbewussten, weißen Working-Class-Mädchen in den Städten ansprach. Mittlerweile trugen sie Straßenkleidung auf der Bühne, mörderisch aufgestylt mit glänzenden Stiefeln und hautengen Hosen. Sie waren das schlechte Vorbild, aber zumindest den Gleichaltrigen war klar, dass sie tief in ihrem Herzen nette, normale Mädchen waren.“

Zu ihrer äußeren Erscheinung gehörten die Bekleidung in unterschiedlichen Pastellfarben sowie die damals modischen, extrem hochtoupierten Haare, die sie deutlich älter erscheinen ließen. Junge Mädchen konnten sich mit ihnen ebenso identifizieren, wie sie auf männliche Jugendliche anziehend wirkten; ihr Image verband das Bild der Highschool-Cheerleaderin mit dem einer Rockerbraut, einer nicht so jungfräulichen Flamme mit dem der auf den Straßen herumhängenden, heranwachsenden Freundinnen.

„Die Shangri-Las waren der feuchte Traum eines Rockers. Und ihr Auftreten zeigte, dass sie das wussten. Verglichen mit diesen Mädchen sahen all die anderen Girlgroups wie ein Haufen Betschwestern aus.“

In Ellie Greenwichs Rückschau wird die Diskrepanz zwischen privatem Sein und öffentlichem Schein der Mädchen deutlich:

„Es war schwierig, mit ihnen zu arbeiten: sie mussten gefüttert, bemuttert, schwesterlich behandelt und auch mal gerüffelt werden. … Nach heutigen Maßstäben waren sie so unschuldig – aber damals hatten sie wirklich die Härte der Straße mit einer gehörigen Portion Verletzbarkeit. Schau' dir Mary an: einfach süß, dieses kleine Engelsgesicht. Und dann kommt diese nasale Stimme und etwas Aufsässigkeit.“

Auf der Bühne präsentierten sie „statt der üblichen Girlgroup-Tanznummern genau choreografierte Gesten; sie spielten die Geschichten ihrer Lieder pantomimisch vor.“ Insgesamt galten die Shangri-Las als ein „Meilenstein des Pop wegen ihrer Themen und deren visueller Präsentation“.

## Diskografie
Studioalben

| Jahr | Titel                                | Höchstplatzierung, Gesamtwochen, AuszeichnungChartsChartplatzierungen (Jahr, Titel, Platzierungen, Wochen, Auszeichnungen, Anmerkungen) | Anmerkungen                            |
| Jahr | Titel                                | US | Anmerkungen                            |
| ---- | ------------------------------------ | --- | -------------------------------------- |
| 1965 | The Shangri-Las – Leader of the Pack | US109 (6 Wo.)US | Wiederveröffentlichung 1983 auf Charly |
| 1965 | Shangri-Las ’65                      | — | Wiederveröffentlichung 1984 auf Charly |